# Thecla foyi
Thecla foyi är en fjärilsart som beskrevs av William Schaus 1902. Thecla foyi ingår i släktet Thecla och familjen juvelvingar. Inga underarter finns listade i Catalogue of Life.